# Bart Sinteur
Bart Sinteur (Leiderdorp, 31 mei 1998) is een Nederlands voetballer die als verdediger voor VV Katwijk speelt.

## Carrière
Bart Sinteur speelde in de jeugd van RCL en Feyenoord. In 2017 vertrok hij naar Jong FC Utrecht, waar hij in het betaald voetbal debuteerde. Dit was op 21 augustus 2017, in de met 0-3 verloren thuiswedstrijd tegen FC Oss. Hij speelde in totaal zestien wedstrijden voor Jong Utrecht, waarna hij in de zomer van 2018 transfervrij naar VV Katwijk vertrok.

### Statistieken
| Seizoen                    | Club            | Land           | Competitie     | Competitie | Competitie | Beker | Beker | Totaal | Totaal |
| Seizoen                    | Club            | Land           | Competitie     | Wed.       | Dlp.       | Wed.  | Dlp.  | Wed.   | Dlp.   |
| -------------------------- | --------------- | -------------- | -------------- | ---------- | ---------- | ----- | ----- | ------ | ------ |
| 2017/18                    | Jong FC Utrecht | Nederland      | Eerste divisie | 16         | 0          | –     | –     | 16     | 0      |
| 2018/19                    | VV Katwijk      | Nederland      | Tweede divisie | 20         | 1          | 1     | 0     | 21     | 1      |
| Carrièretotaal             | Carrièretotaal  | Carrièretotaal | Carrièretotaal | 36         | 1          | 1     | 0     | 37     | 1      |
| Bijgewerkt op 2 maart 2019 |                 |                |                |            |            |       |       |        |        |